# Jaap Bot

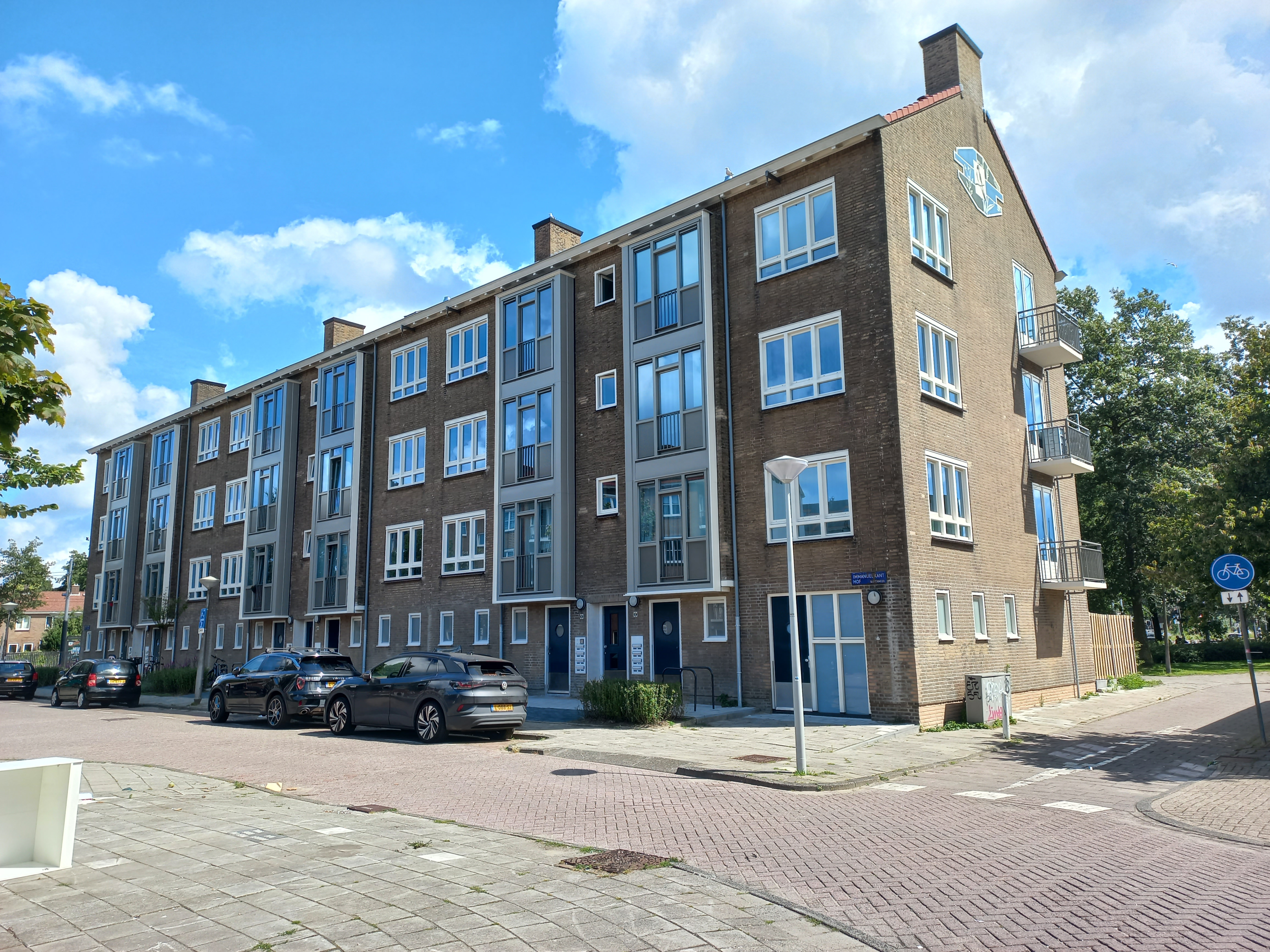
Werk van Jaap Bot, I. Kanthof (juli 2024)

Jacobus (Jaap of Jac.) Bot (Amsterdam, 14 augustus 1892 - Vlaardingen, 9 januari 1956) was een Nederlands architect en politicus. Hij was actief in het verzet tijdens de Tweede Wereldoorlog.

## Levensloop
Hij was zoon van Johanna Maria Cornelia Vastenhoud en smidsknecht Lambertus Johannes Bot, vader zou later directeur worden van een coöperatieve bakkerij. Broer Bertus Bot (1897-1988) werd als anarchist schakel in de geschiedenis van het socialisme en de arbeidersbeweging. Hijzelf trouwde in 1920 met Maartje Minnis. Voor zover bekend kreeg het paar drie kinderen. 

## Leven

### Architect
Zijn basisopleiding kwam eigenlijk niet verder dan de lagere school. Op twaalfjarige leeftijd ging hij in de leer bij een timmerman; hij werd er zelf ook een aldus zijn vermelding in het militieregister. Via een avondschool volgde hij cursussen aan de ambachtsschool en industrieschool. Van daaruit werd hij technisch tekenaar bij een architectenbureau en ging vervolgens een samenwerkingsverband aan met Herman Baarda. Tijdens het interbellum ontwierpen zij een aantal woningen binnen een sobere variant van de bouwstijl Amsterdamse School. Dat werk is in de 21e eeuw nog terug te vinden in de Maasstraat en Michelangelostraat.  

### Politiek
Al vroeg was Bot politiek actief. Hij was vanaf 1916 lid van de Sociaal-Democratische Partij, een voorloper van de Communistische Partij Holland en Communistische Partij van Nederland (CPN). In 1946 werd hij gemeenteraadslid in Amsterdam voor die laatste partij.

### Kunst
Jaap Bot was in 1925 oprichter van de Socialistische Kunstenaarskring. In 1936 was Bot betrokken bij een protest tegen de Olympische Spelen in Berlijn. Er vond een tentoonstelling plaats met de naam "D.O.O.D. de olympiade onder dictatuur, 1936".

### Samenvloeiing
Bot combineerde de drie loopbanen. Al tijdens de Tweede Wereldoorlog haf zij zitting in de Studiegroep Naoorlogse Woningarchitectuur, waarin ook J.F. Berghoef zitting had. De studiegroep werkte aan verbetering binnen de huisvesting van arbeiders. Tegelijkertijd was hij bezig binnen het Kunstenaarsverzet in Amsterdam en het daaraan verbonden blad Vrije Kunstenaar.  Tijdens die bezetting voorzagen Bot en Paul F. Sanders dat er minder vrijheid was voor mensen met een beroep in de kunstsector. Om andere kunstenaars te waarschuwen schreven zij gezamenlijk brieven die begonnen met de woorden: 'Weest op uw hoede ...'. De brieven verschenen in een oplage van 200 exemplaren. 
Vanuit het kunstenaarsverzet nam hij in 1945 plaats in de Ereraad voor Architectuur en was mede-initiatiefnemer voor de Federatie van Beroepsverenigingen van Kunstenaars en Raad voor de Kunst. Vanuit al die instanties was het voor hem mogelijk om in 1950 een studiereis te ondernemen naar Polen om aldaar de volkshuisvesting te bekijken. Hij was voorstander van de ontwikkeling en bouw binnen systeembouw zodat binnen korte termijn grote woningcomplexen konden worden gebouwd. Het is dan ook niet vreemd dat veel van zijn naoorlogs werk te vinden is in de dan te bebouwen tuindorpen Slotermeer en Slotervaart  Anders dan collega Berhoef was Bot geen liefhebber van de Airey-woningen; Bots meeste werk kwam in de traditionele maar ook in modernere stijl. Een studie in 2019 liet nog enkele van zijn projecten zien aan Baas Gansendonckstraat, Lodewijk van Deysselstraat, Willem Kloosstraat, Christiaan Snouck Hurgonjehof en deels een aantal hofjes zoals het Immanuel Kanthof. Niet alleen zijn woningen moesten leefbaar zijn, ook de bouwvakkers moesten goed behandeld worden; hij ontwierp de eerste “schaftkeet”.
Jaap Bot overleed op 9 januari 1956 op het treinstation van Vlaardingen aan een hartaanval. Zijn nog lopende projecten werd voltooid onder toezicht van Wim van Bodegraven.

## Crematie
Hij werd gecremeerd op Westerveld. De plechtigheid werd bijgewoond door tal van (veelal Amsterdamse bekende) politici, kunstenaars en architecten. De Waarheid meldde de aanwezigheid van Gerben Wagenaar, Jaap Brandenburg, Leen Seegers, Peter Alma, J.J. Voskuil, Nico Rost, Jan Kassies, Paul de Groot, Harry Verheij, Annie van Ommeren-Averink, Henk Gortzak, Wim van ’t Schip, Chris Bischot en Siep Geugjes (namens CPN), maar ook het college van Burgemeester en wethouders inclusief burgemeester Arnold d'Ailly. Ook De Waarheid zelf was vertegenwoordigd door Friedl Baruch en Joop Geerligs. Andere noemenswaardige personen waren de architecten herman Knijtijzer, Dick Greiner, kunstenaars Ben Groenier, Jan Havermans, Hildo Krop, musici Haakon Stotijn, Cees van der Kraan, Willy Philip Pos van de Toneelschool, Jan Romein, Annie Romein-Verschoor, dichter Dick Binnendijk, toneelspeelster Marie Hamel, dichter Chris Beekman en ingenieur Sebald Rutgers.